# SHERO (單曲)
《SHERO》是收錄於S.H.E《SHERO》專輯的單曲，同名主打歌是五月天阿信和八三夭阿璞為S.H.E量身訂作的歌曲。歌名的由來是阿信以「SHE她」＋「HERO英雄」的組成所發想而來的名稱，而此張專輯取名為「SHERO」是以專輯同名主打歌曲〈SHERO〉的名稱作為命名，而這首歌和專輯的主要音樂概念，共識是回歸到「S.H.E」這個組合名稱為初衷，「S.H.E」為英文裡的「SHE 她」；「HERO」是英雄的意思，而「SHE 她」再加上「HERO」就等於『SHERO』（SHE+RO）有「女英雄」或「女王」的意思，以女性的「理性自省」和「感性抒發」為出發點，並鼓勵女性經過人生淬煉，成長為智慧、能力、成熟的女人，並且鼓舞每個人讓人生的體悟與心得可以分享。

## 獎項
- 2010年 Hit Fm年度百首單曲第七位
- 2011年 全球流行音樂金榜－年度華語20大金曲
- 2011年 Music Radio中國Top排行榜－港臺年度最佳金曲
- 2011年 雪碧中國原創音樂流行榜－港臺金曲
- 2010年 新加坡金曲獎－醉心龍虎榜年度頂尖金曲獎
- 2011年 Channel [V] 音樂飆榜 年度頒獎典禮－年度金曲獎

## 翻唱
八三夭《SHERO》 (HERO交響版) ，收錄於《一事無成的偉大 自選作品輯》精選輯

## 音樂錄影帶
| 歌名                        | 執導   | 首播日期      |
| --------------------------- | ------ | ------------- |
| SHERO（官方MV）             | 比爾賈 | 2010年3月10日 |
| SHERO REMIX（花博舞蹈版MV） | 比爾賈 | 2010年8月23日 |

## 外部連結
- SHERO MV（页面存档备份，存于）